# 1395 Days Without Red
Pour plus de détails, voir Fiche technique et Distribution.
1395 Days Without Red (en croate : 1395 dana bez crvene) est un film dramatique bosnien écrit et réalisé par Šejla Kamerić et Anri Sala, sorti en 2011.

## Synopsis

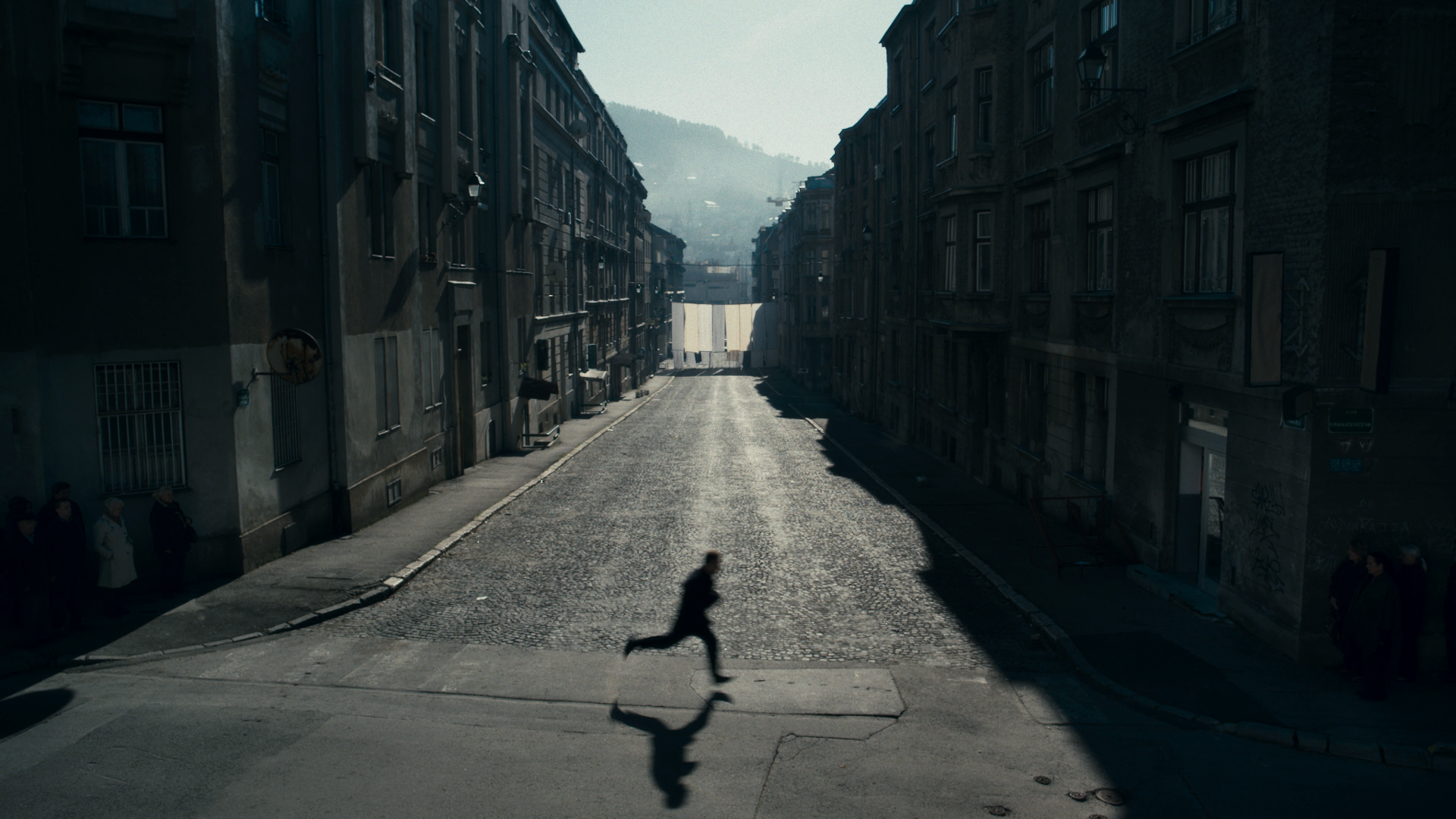
1395 Days Without Red (2011), image fixe.

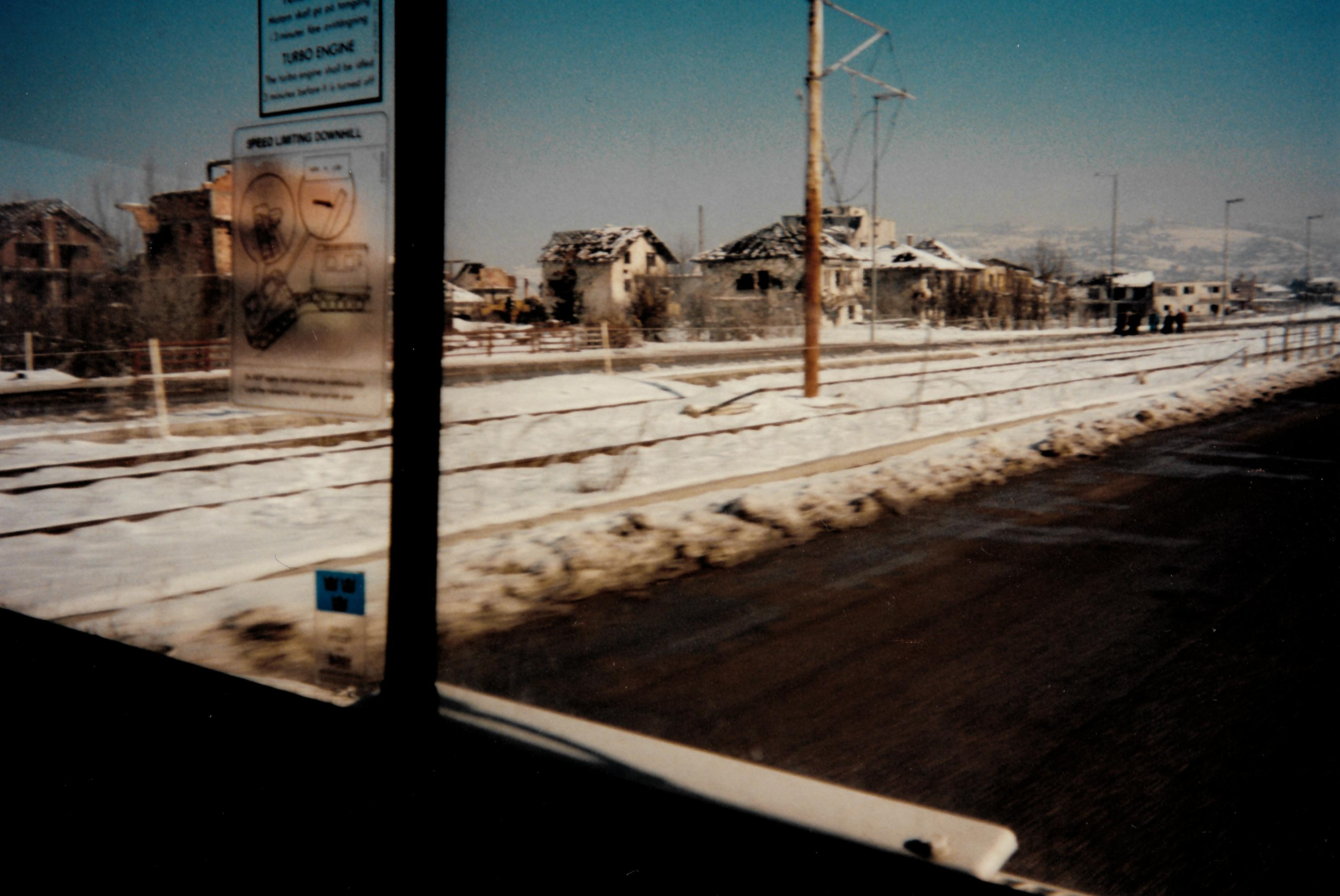
Sniper Alley en 1996, vue d'un véhicule de l'IFOR.

Pendant la guerre de Bosnie-Herzégovine, le siège de Sarajevo a duré mille trois cent quatre-vingt-quinze jours, de 1992 à 1995. Pendant le siège, des milliers de citoyens ont dû traverser la Sniper Alley, surnom de l'avenue principale de Sarajevo.
Une jeune musicienne marche sur cette voie pour rejoindre la répétition de l'Orchestre symphonique de Sarajevo dans lequel elle joue du basson. Elle s'arrête, hésite, puis court. Elle attend, calcule et se courbe. Chaque traversée est un nouveau défi face à la mort et nécessite un nouveau calcul.

## Fiche technique
- Titre original : 1395 dana bez crvene
- Titre français : 1395 Days Without Red
- Réalisation : Šejla Kamerić, Anri Sala
- Scénario : Šejla Kamerić, Anri Sala
- Photographie : Patrick Ghiringhelli
- Montage : Penda Houzangbe
- Costumes : Sanja Dzeba, Emina Kujundzic
- Musique : Ari Benjamin Meyers (en)
- Pays d'origine : Bosnie-Herzégovine
- Langue originale : anglais
- Format : couleur
- Genre : dramatique
- Durée : 70 minutes
- Dates de sortie : Royaume-Uni : 10 juillet 2011

## Distribution
- Maribel Verdú

## Musique
- Symphonie no 6 (« Pathétique ») de Tchaïkovski